# Давид і Йонатан

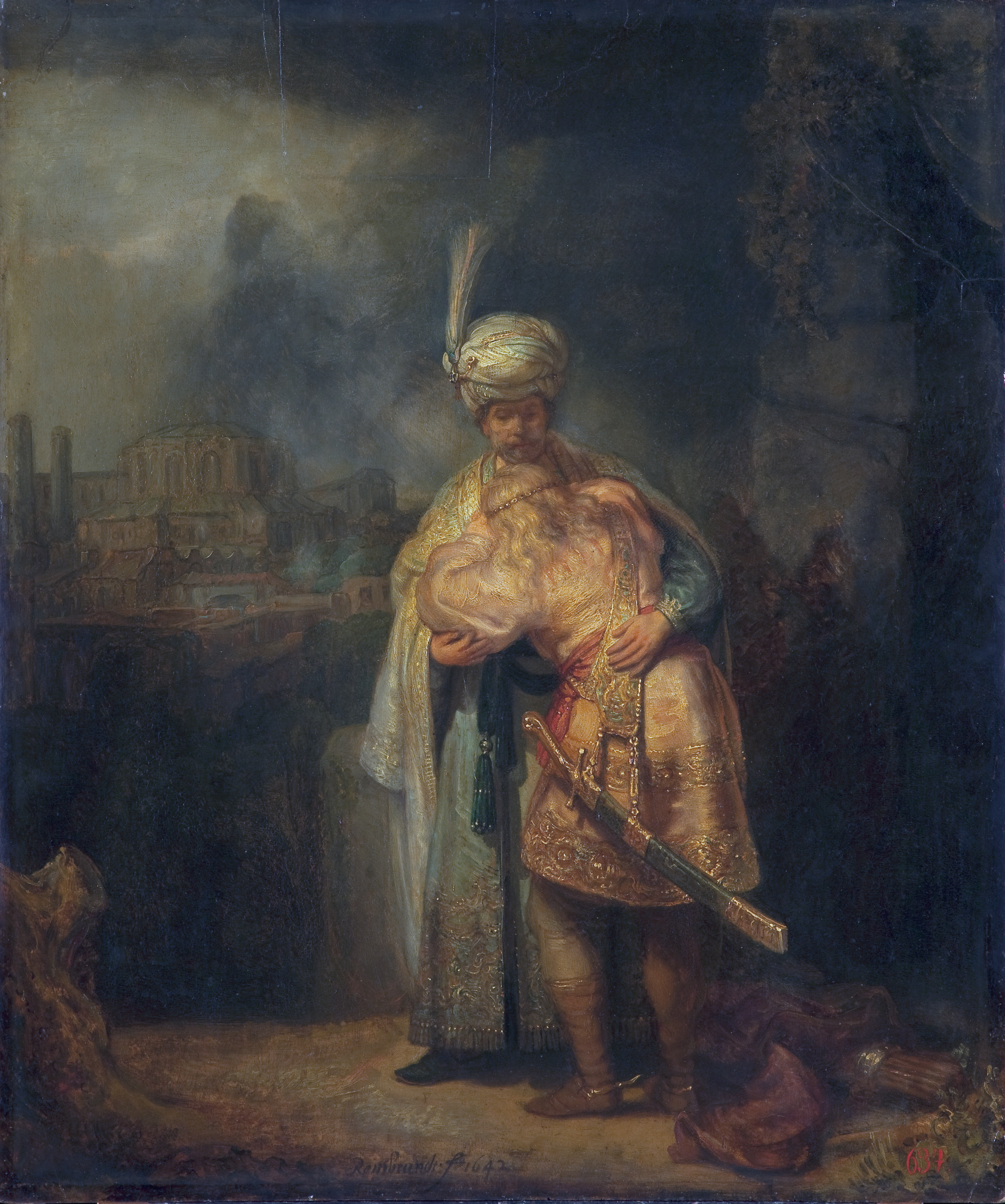
Картина Рембрандта «Давид і Йонатан», 1642 рік

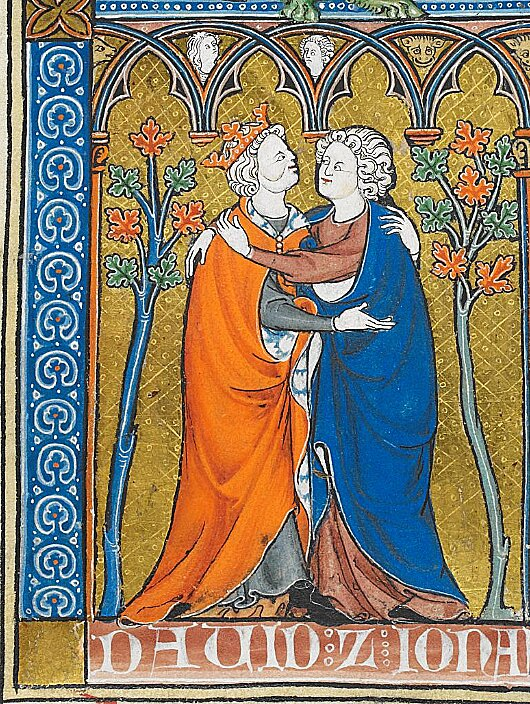
«Давид і Йонатан». Ілюстрація з манускрипту, приблизно 1300 рік. Британська бібліотека, Лондон

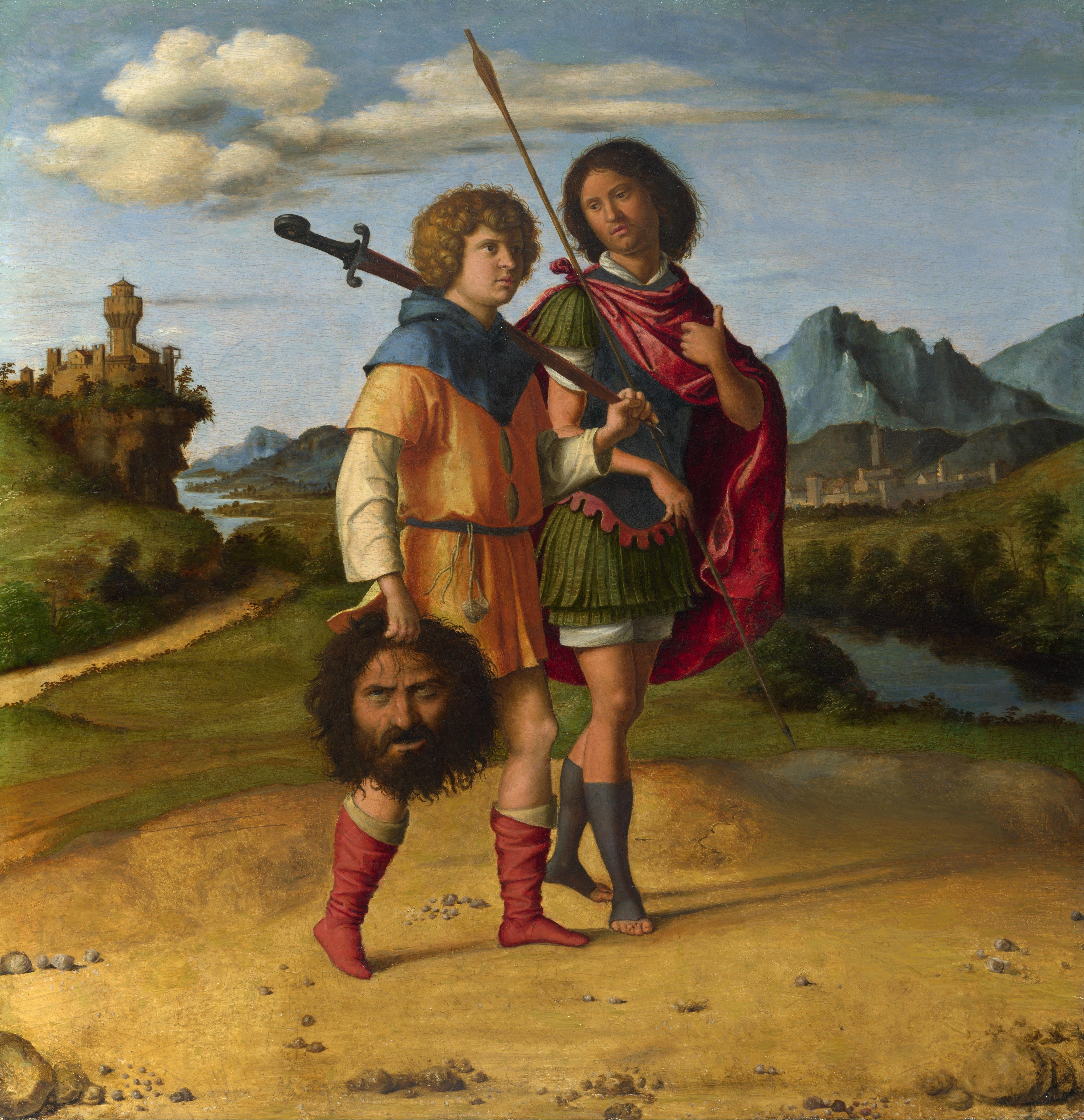
Картина італійського художника да Конельяно «Давид і Йоанатан», написана між 1505 та 1510 роками

Давид і Йонатан, або Іоанафан (гебр. דוד ויהונתן) — ключові біблійні персонажі зі П'ятикнижжя (Старого Завіту), історія взаємовідносин яких оспівується у Першій та Другій книзі пророка Самуїла.
Йонатан був сином першого царя Об'єднаного Ізраїльського царства Саула, а Давид був наймолодшим з вісьмох синів Єссея, родом з Вифлеєма (пізніше став другим царем Ізраїля після Саула).
Історія взаємин Давида та Йонатана перегукується з епосом про Гільгамеша та Енкіду, та частково з історією про Александра та Гефестіона.
Оповідь про стосунки цих двох персонажів у Біблії займає найбільше розділів (глав та віршів), ніж про будь-які інші біблійні стосунки щодо інших персонажів.

## Інтерпретації

### Класичні тлумачення
Традиційна і поширена інтерпретація зазначає про відносини обох, як про приклад платонічної любові. Характер особистих гомосоціальних взаємовідносин між Давидом і Йонатаном подекуди нагадує броманс.
За часів Середньовіччя і Ренесансу ця історія часто подавалася і використовувалася також, як для підкреслення міцної чоловічої дружби.
Класичних версій стосунків Давида та Йонатана (дружби, платонічного кохання) дотримуються більшість богословів та консервативних дослідників-біблеїстів.

### Модернові тлумачення
У новітні часи, починаючи з середини 20-го століття, розглядаються й інші версії. Зокрема деякими вченими в історії взаємовідносин Давида та Йонатана вбачаються елементи гомоеротизму, а самі відносини вважають яскравим прикладом не стільки платонічної любові та/або дружби, скільки конкретно історії одностатевого кохання та союзу. 
На підтвердження останньої версії, американська біблеїстка Сьюзен Акерман та французький ассиролог Жан-Фабрис Нарделлі, зокрема, виділяють різні моменти з цих двох книг пророка Самуїла, де стосунки Давида і Йонатана, пройняті особливою еротикою, а любов одного до іншого нагадує більше, ніж просто дружбу. Зокрема Акерман виділила такі ключові моменти у текстах:
- у Першій книзі 18 глави: «Йонатанова душа зв'язалася з душею Давидовою, і полюбив його Йонатан, як душу свою...», «І склав Йонатан із Давидом умову, бо полюбив його, як душу свою», «І зняв Йонатан із себе плаща, що був на ньому, та й дав його Давидові, і вбрання своє, і все аж до меча свого, і аж до лука свого, і аж до пояса свого» (з Біблії у перекладі І. Огієнка);
- у Першій книзі 19 глави: «І говорив Саул до свого сина Йонатана та до всіх своїх рабів, щоб убити Давида. Та Йонатан, син Саулів, дуже кохав Давида»  (з Біблії у перекладі І. Огієнка);
- у Першій книзі 20 глави: «І запалав Саулів гнів на Йонатана, і він сказав йому: Негідний і неслухняний сину! Чи ж не знаю я, що ти вибрав Єссеєвого сина на свій сором та на сором і неславу своєї матері?», «І відповів Йонатан своєму батькові Саулові та й сказав йому: Чому він буде забитий? Що він зробив?», «І Йонатан далі присягався Давидові в своїй любові до нього, бо він покохав його, як свою душу», «І сказав Йонатан до Давида: Іди з миром! А що присягнули ми двоє в Господнє Ім'я, говорячи: Господь нехай буде свідком між мною та між тобою, і між насінням моїм та насінням твоїм, нехай буде аж навіки!» (з Біблії у перекладі І. Огієнка);
- у Першій книзі 23 глави: «Не бійся, бо не знайде тебе рука мого батька Саула! І ти будеш царювати над Ізраїлем, а я буду тобі заступником. І це знає й батько мій Саул. І вони обидва склали умову перед Господнім лицем. І осівся Давид у Хорешу, а Йонатан пішов до свого дому» (з Біблії у перекладі І. Огієнка);
- у Другій книзі 1 глави: «Йонатан на пагірках твоїх ось забитий! Скорблю по тобі, Йонатане, мій брате! Ти для мене був вельми улюблений, кохання твоє розкішніше для мене було від кохання жіночого!» (з Біблії у перекладі І. Огієнка).

Професори біблеїстики зі Швейцарії Сильвія Шрер і Томас Штаублі також вважають, що на припущення гомосексуальності відносин Давида та Йонатана, які, скоріш за все, включають не лише романтичні, але і сексуальні дії, наштовхує прямо сам текст. Зокрема, вони проводять паралель тієї ситуації, коли Йонатан запрошує Давида разом з ним «вийти в поле» («Йонатан сказав до Давида: Ходи лишень та вийдемо в поле», Перша книга Самуїла, глава 20, вірш 11, з Біблії у перекладі І. Хоменка), що на їх думку є місцем, куди можливо коханці йшли залишатися наодинці, з іншим пасажем з Пісні Пісень («Ходи ж, мій коханий, та вийдемо в поле, переночуємо в селах!», глава 7, вірш 12, з Біблії у перекладі І. Огієнка), коли діва шепоче своєму коханцю так само вийти у поле, а у восьмій главі першого вірша цієї ж Пісні Пісень бажає, аби її коханий був їй «за брата», щоби вона могла цілувати його привселюдно («О, коли б ти мені був за брата, що перса ссав в нені моєї, коли б стріла тебе я на вулиці, цілувала б тебе, і ніхто мені не докоряв би!», з Біблії у перекладі І. Огієнка). На думку дослідників, виходячи з цих паралелей, Давид та Йонатан аналогічним чином намагалися легітимізувати свої відносини, хотівши зробити їх так само публічними. 
Тезу щодо поняття «брата», яке вживає Давид до Йонатана, інший історик-дослідник з Єльського університету Джон Босвелл трактує інакше, натякаючи, що у минулому довгий час це поняття використовувалося для спеціального позначення саме одностатевих відносин, приводячи у приклад історію взаємин Гільгамеша з Енкіду, а також Ніанххнума з Хнумхотепом, які теж були «братами». Джон Босвелл, так само як і інший до нього вчений Том Хорнер, заперечили і фундаменталістське класичне тлумачення про характер взаємовідносин Давида та Йонатана, як дружні, звернувши окрему увагу на фразу у Другій книзі 1 глави, що більш відома, як Плач Давида, де Давид, тугуючи за Йонатаном проголошує «кохання твоє розкішніше для мене було від кохання жіночого!» (з Біблії у перекладі І. Огієнка). На думку дослідників, жінки не володіли рівними правами з чоловіками у ті часи, а дружба між чоловіком і жінкою була, по суті, неможливою, а від того, Давид не міг порівнювати свою дружбу з Йонатаном, як дружбу з умовною жінкою.
Український дослідник-юдаїст Віталій Черноіваненко припускає, що історія взаємин Давида і Йонатана є одним з найяскравіших гомоеротичних сюжетів і мотивів у Біблії. Проте, дослідник вважає, що якщо між ними насправді і був сексуальний (а не еротичний) зв’язок, то, враховуючи те, що обидва персонажі також мали й стосунки з жінками, треба виходити з позиції радше їх бісексуальності, аніж гомосексуальності. 
Інший вчений орієнталіст-антрополог угорець Рафаель Патай вважає, що тут безумовна історія кохання, яка мала аналоги при царських дворах у всіх частинах Близького Сходу в ті періоди.
Аналізуючи історію відносин Давида та Йонатана, американський психіатр Джордж Генрі висловив думку, що Давид та Йонатан мали сексуальні відносини, у яких ініціатором виступив Йонатан, а Давид, будучи об'єктом, був і сам не проти відреагувати на бажання Йонатана. Але для Давида, на думку психіатра, це був лише перехідний етап, оскільки надалі докладно говориться про гетеросексуальні стосунки Давида з жінками.

## У культурі
Між 1505 та 1510 роками венеційський художник Чіма да Конельяно написав картину «Давид і Йонатан», яка перегукується одночасно з двома сюжетами з Біблії - сюжет відносин Давида та Йонатана з відсилкою до сюжета Давида та Голіафа.
У 1642 році нідерландський художник Рембрандт написав картину «Давид і Йонатан» на сюжет останньої зустрічі і прощання Давида з Йонатаном.
У 1688 році вперше, в Парижі, була поставлена опера під назвою «Давид і Йонатан» в п'яти діях на мотив цього біблійного сюжету, яка була написана французьким композитором Марком-Антуаном Шарпантьє.